# Comisia Centrală de la Focșani
Comisia Centrală de la Focșani a fost o instituție legislativă înființată după realizarea Unirii Principatelor Române de la 24 ianuarie 1859.
Comisia avea sarcina unificării legislației celor două Principate precum și elaborarea de legi comune. A fost constituită prin Convenția de la Paris din 1858. Comisia a funcționat între 10/22 mai 1859 până în 12 februarie 1862, când a fost desființată întrucât își atinsese scopurile. Comisia era formată din 16 membri, dintre care șapte erau moderați, alții având concepții radicale, restul înclinau mai curând spre idei liberale. În decursul a doi ani, Comisia a elaborat mai mult de 60 de proiecte, dintre care proiecte financiare, repartiția impozitelor pe noi baze, proiectul pentru contribuția financiară, unificarea cursului monetar, instituții de credit, legislație, dezvoltarea industriei etc. (Cf. Memoriile...p. 336). În primele două sesiuni, Comisia Centrală a alcătuit un proiect de Constituție și un proiect de lege rurală, însă niciunul dintre cele două proiecte nu a devenit lege, opunându-se atât elementele progresiste din Camere, cât și domnitorul Alexandru Ioan Cuza. O realizare a Comisiei Centrale a fost proiectul de lege al Curții de Casație, lege care a fost promulgată la 12/24 ianuarie 1861.